# إليوشن إي أل-18
إليوشن إي أل-18 (بالإنجليزية: Ilyushin Il-18)‏ هي طائرة رحلات جوية بأربع محركات أنتجت في 1957 بروسيا. من صناعة إليوشن. كانت تستخدم بشكل أساسي من قبل ايروفلوت. كان أول طيران لها في 4 يوليو 1957. صنع منها 800 طائرة، وسعر الطائرة الواحدة منها يعادل 24,500,000 دولار في 2011.

## المستخدمون
- ايروفلوت
- طيران كوريو
- الخطوط الجوية الجزائرية